# NN-128
La carretera NN‑128 es una vía departamental secundaria ubicada en el departamento de Chontales. Conecta al municipio de San Francisco de Cuapa con comunidades rurales hacia el este, incluyendo Cuapa Arriba, contribuyendo al acceso local de los habitantes.

## Trazado y cruces
| km   | Localidad / Punto      | Departamento | Conexión / Ruta |
| ---- | ---------------------- | ------------ | --------------- |
| 0,0  | San Francisco de Cuapa | Chontales    | NN 127          |
| 5,9  | El Comején             | Chontales    | Camino rural    |
| 11,7 | Cuapa Arriba           | Chontales    | Camino local    |

## Coordenadas
Uno de los tramos de la NN‑128 puede ser encontrado en las coordenadas: 11°35′38″N 84°16′14″O / 11.5940, -84.2705